# Klaus Berggreen
Klaus Berggreen (ur. 3 lutego 1958 w Virum), piłkarz duński grający na pozycji prawego pomocnika.

## Kariera klubowa
Berggreen urodził się w małym mieście Virum na wyspie Zelandia. Piłkarską karierę rozpoczął w wieku 6 lat w pobliskim zespole Lyngby BK. W 1975 roku został włączony do kadry pierwszej drużyny i wtedy też zadebiutował w rozgrywkach drugiej ligi. W kolejnych sezonach był najskuteczniejszym graczem klubu, a w sezonie 1978/1979 zdobył 15 goli i przyczynił się do awansu klubu do pierwszej ligi. W Lyngby spędził 7 sezonów, a największe jego sukcesy w tym okresie to wicemistrzostwo Danii w 1981 roku i finał Pucharu Danii w 1980 roku.
W 1982 roku Berggreen wyjechał do Włoch. Podpisał kontrakt z tamtejszą Pisą Calcio, beniaminkiem tamtejszej Serie A. W Pisie był czołowym zawodnikiem, a także jednym z najlepszych strzelców. W 1983 roku pomógł drużynie w utrzymaniu w lidze, ale w 1984 roku przeżył degradację do Serie B. Sezon 1984/1985 spędził w drugiej lidze i przyczynił się do powrotu drużyny z Pizy do ekstraklasy włoskiej. Pobyt klubu w pierwszej lidze trwał tylko rok i już w 1986 roku znów spadł on o klasę niżej. Latem Berggreen zmienił barwy klubowe i przeszedł do ówczesnego wicemistrza Włoch, AS Roma. W zespole "giallorossich" grał tylko przez jeden sezon. Drużyna pod wodzą Svena-Görana Erikssona, a następnie Angela Sormaniego zajęła 7. miejsce w Serie A. W 1987 roku Duńczyk trafił do Torino Calcio, gdzie spędził jeden sezon, a następnie wrócił do Lyngby. Tam też zakończył piłkarską karierę w marcu 1990 roku jako. Następnie krótko był dyrektorem sportowym w tym klubie.
| Sezon   | Klub          | Kraj   | Rozgrywki   | Mecze | Bramki |
| ------- | ------------- | ------ | ----------- | ----- | ------ |
| 1975/76 | Lyngby BK     | Dania  | 2. liga     | ?     | ?      |
| 1976/77 | Lyngby BK     | Dania  | 2. liga     | ?     | ?      |
| 1977/78 | Lyngby BK     | Dania  | 2. liga     | ?     | ?      |
| 1978/79 | Lyngby BK     | Dania  | 2. liga     | ?     | 15     |
| 1979/80 | Lyngby BK     | Dania  | Superligaen | 30    | 8      |
| 1980/81 | Lyngby BK     | Dania  | Superligaen | 30    | 12     |
| 1981/82 | Lyngby BK     | Dania  | Superligaen | 11    | 4      |
| 1982/83 | Pisa Calcio   | Włochy | Serie A     | 29    | 8      |
| 1983/84 | Pisa Calcio   | Włochy | Serie A     | 28    | 7      |
| 1984/85 | Pisa Calcio   | Włochy | Serie B     | 38    | 10     |
| 1985/86 | Pisa Calcio   | Włochy | Serie A     | 29    | 4      |
| 1986/87 | AS Roma       | Włochy | Serie A     | 24    | 5      |
| 1987/88 | Torino Calcio | Włochy | Serie A     | 26    | 3      |
| 1987/88 | Lyngby BK     | Dania  | Superligaen | 1     | 0      |
| 1988/89 | Lyngby BK     | Dania  | Superligaen | 20    | 4      |

## Kariera reprezentacyjna
W reprezentacji Danii Berggreen zadebiutował 28 sierpnia 1979 roku w zremisowanym 0:0 spotkaniu z Finlandią. Był to też zarazem debiut Seppa Piontka na stanowisku selekcjonera kadry narodowej. Wcześniej Klaus miał za sobą 7 występów w młodzieżowej reprezentacji U-21. W 1984 roku został powołany do kadry na Euro 84. Tam wystąpił w czterech meczach, w tym trzech grupowych: przegranym 0:1 z Francją, wygranym 5:0 z Jugosławią, w którym zdobył jednego z goli oraz wygranym 3:2 z Belgią. Wystąpił też w przegranym po serii rzutów karnych półfinale z Hiszpanią, ale nie ukończył tego meczu - w dogrywce sędzia ukarał go czerwoną kartką.
W 1986 roku Klaus zaliczył występy na Mistrzostwach Świata w Meksyku. Wystąpił tam w trzech meczach: grupowych ze Szkocją (1:0) i Urugwajem (6:1) oraz w 1/8 finału z Hiszpanią (1:5). W swojej karierze wystąpił także na Euro 88, na których zagrał dwa razy (w przegranych po 0:2 meczach z RFN i Włochami). W duńskiej reprezentacji przez 9 lat zagrał łącznie w 46 meczach i strzelił 5 goli.